# Pfarrkirche Laimbach am Ostrong

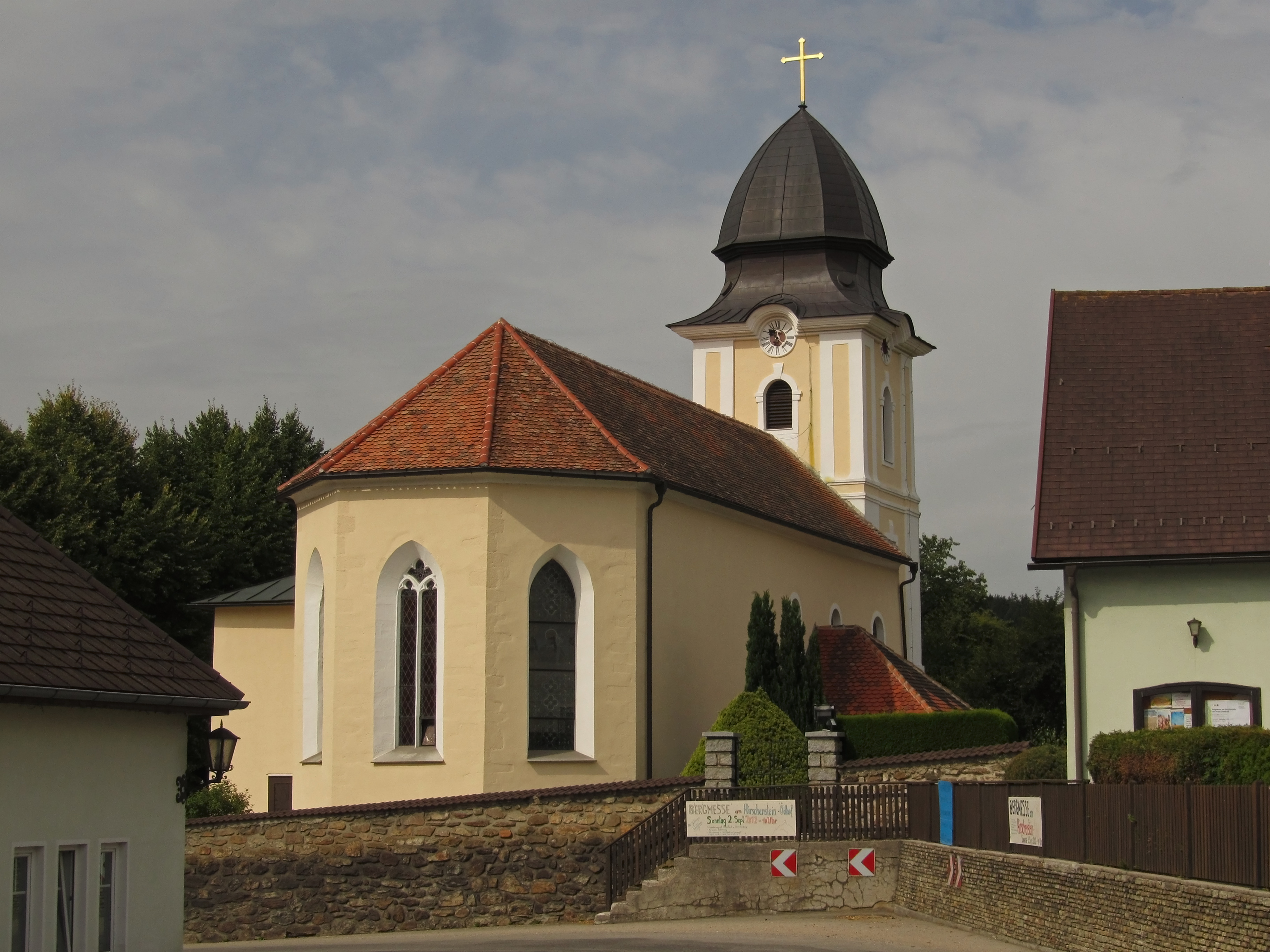
Katholische Pfarrkirche hl. Margarethe in Laimbach am Ostrong

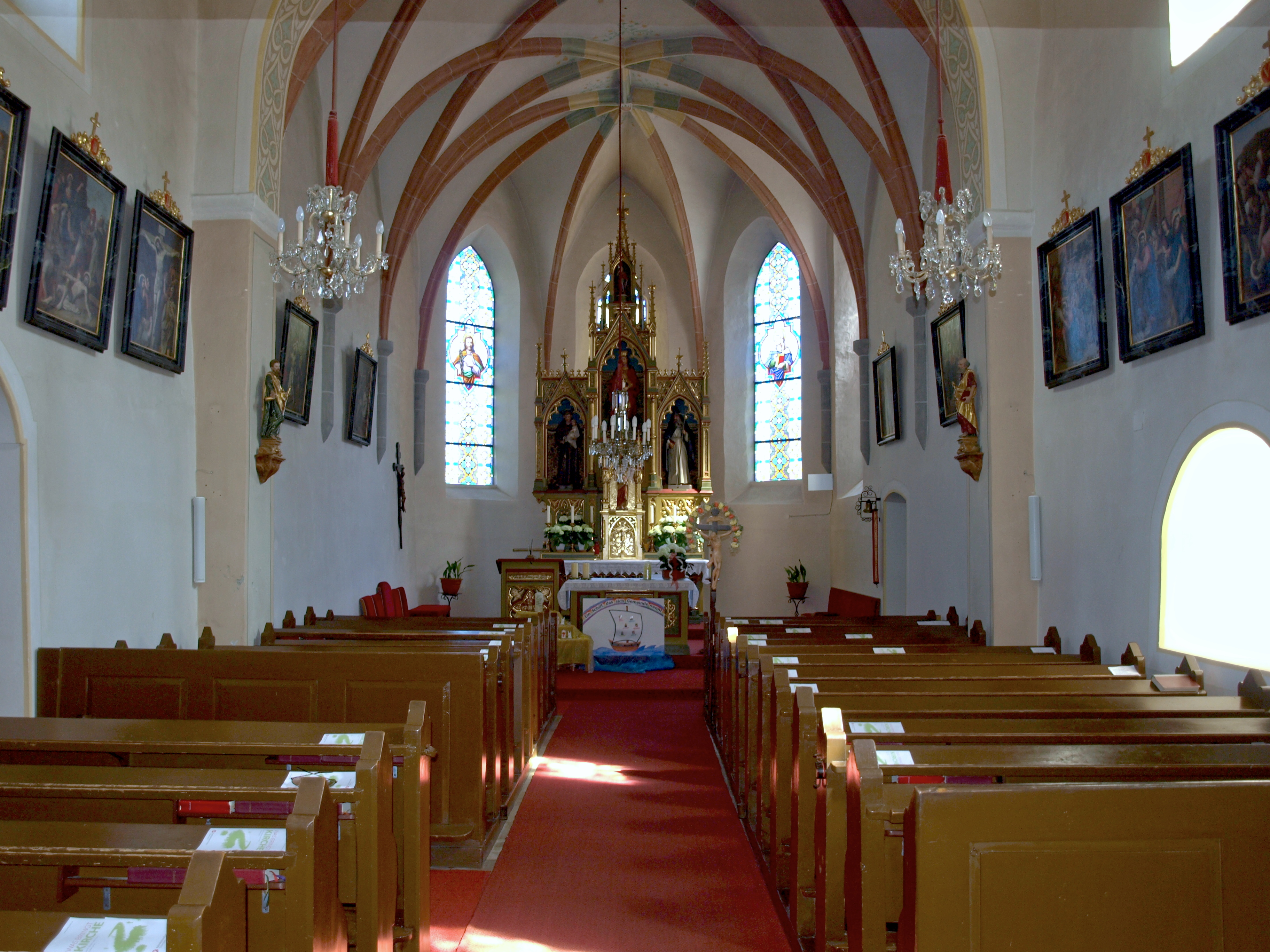
Im Langhaus zum Chor

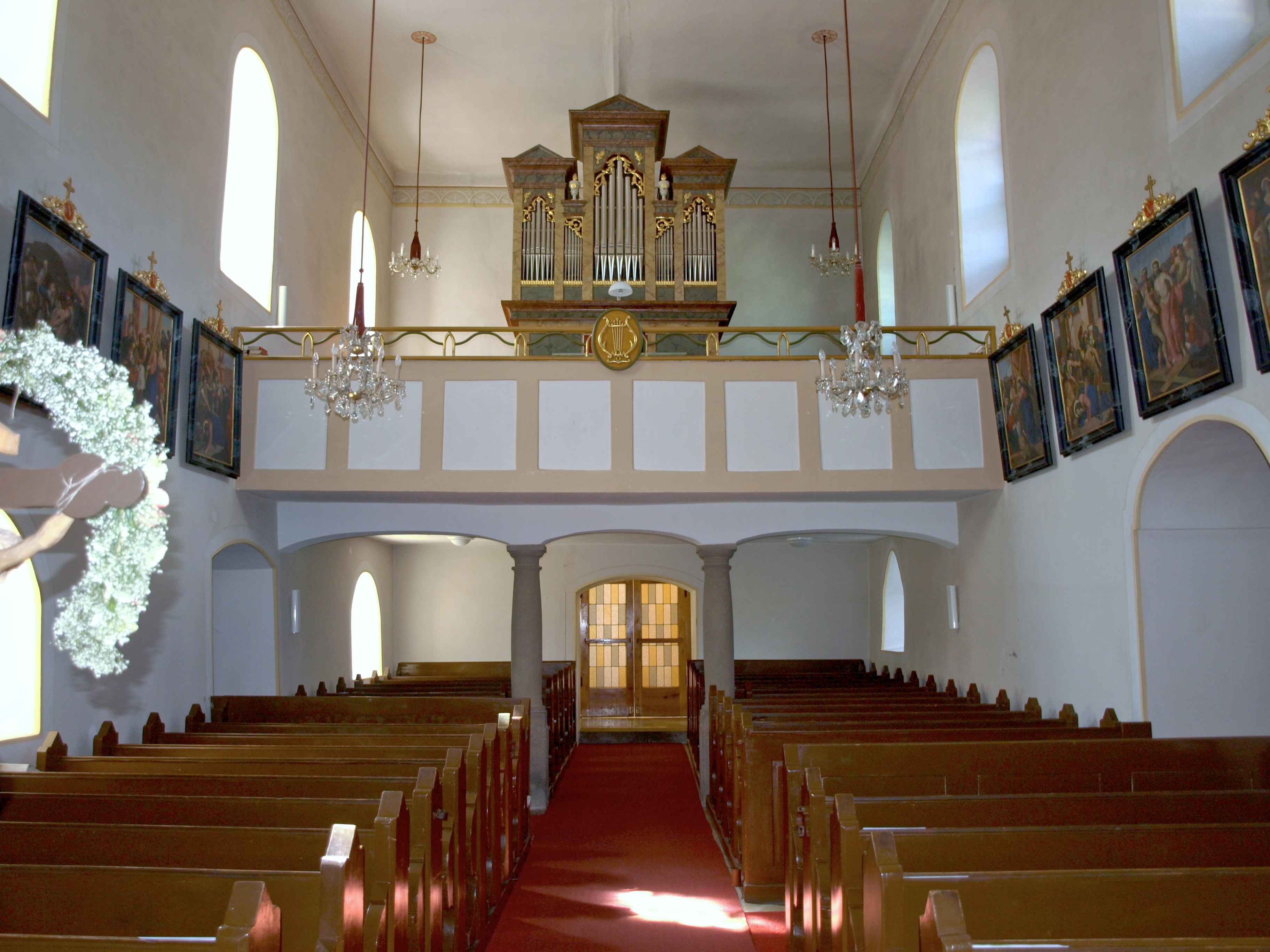
Im Langhaus zur Westempore

Die Pfarrkirche Laimbach am Ostrong steht leicht erhöht im Ort Laimbach am Ostrong in der Gemeinde Münichreith-Laimbach im Bezirk Melk in Niederösterreich. Die der heiligen Margareta von Antiochia geweihte römisch-katholische Pfarrkirche gehört zum Dekanat Maria Taferl in der Diözese St. Pölten. Die Kirche und der Friedhof stehen unter Denkmalschutz (Listeneintrag).

## Geschichte
Anfänglich im 13. Jahrhundert ein Vikariat der Pfarre Weiten wurde urkundlich 1336 eine Pfarre gegründet.
1902 war eine Renovierung. 1974 war eine Restaurierung.

## Architektur
Die Kirche ist von einem Friedhof umgeben. Am barockisierten Langhaus mit einem gotischen Chor steht ein gedrungener biedermeierlicher Westturm und südseitig ein Sakristeianbau aus dem frühen 20. Jahrhundert.
Kirchenäußeres
Das im Kern frühgotische Langhaus unter einem Satteldach hat Rundbogenfenster, der Chor in gleicher Höhe und Breite zeigt eine unverputzte Eckquaderung aus Hausteinen. Der Chorschluss zeigt Spitzbogenfenster mit zweibahnigem Maßwerk. Am Chor gibt es Flachrelief mit der Darstellung verschiedener Handwerkzeuge aus der zweiten Hälfte des 15. Jahrhunderts. Der dreigeschoßige vorgestellte Westturm über einem quadratischen Grundriss wurde 1822 anstelle eines hölzernen Glockenturmes erbaut. Der Turm zeigt eine Lisenen- und Gesimsgliederung, er hat ein Westportal, rundbogige Schallfenster und Uhrengiebel und trägt einen biedermeierlichen Glockenhelm. Im Norden des Langhauses besteht eine schlichte Kapelle unter einem Zeltdach 1974 erbaut an der Stelle eines gleich großen Anbaues aus dem 18. Jahrhundert. Südlich des Chores steht ein zweigeschoßiger Sakristeianbau aus 1902 mit Rechteckfenstern unter einem Zeltdach.
Kircheninneres
Das Langhaus zeigt sich als Saalraum unter einer Flachdecke aus 1852 verändert und erhöht und beinhaltet eine fast bis zur Mitte des Langhauses reichende Westempore über zwei Säulen mit hohen Sockeln. Der leicht eingezogene Triumphbogen wurde 1902 erweitert und abgerundet. Der zweijochige Chor mit einem Fünfachtelschluss hat ein Netzrippengewölbe aus der zweiten Hälfte des 15. Jahrhunderts über kurzen unten spitz zulaufenden Runddiensten auf einfachen Kämpfern und einen tartschenförmigen Schlussstein. Das tonnengewölbte Turmerdgeschoß hat einen Emporenaufgang aus 1875.
Figürliche Glasfenster, Christus und Maria, Rosa von Lima und hl. Michael, sind aus der zweiten Hälfte des 20. Jahrhunderts.

## Ausstattung
Der Hochaltar mit einem neugotischen Schreinaufbau entstand 1902 mit den Nischenfiguren Margarete, flankiert von Antonius von Padua und Antonius Eremit und im Gesprenge mit der Statuette Georgs.
Reste der 1974 zerlegten neugotischen Kanzel bilden das Lesepult und den Volksaltar.
Die Orgel mit 10 Registern (10/I/P) stammt von 1838 und wurde 2009 von Gerhard Hradetzky restauriert.